# Deuxième à gauche
Pour plus de détails, voir Fiche technique et Distribution.
Deuxième à gauche (titre original : All Women Have Secrets) est un film américain en noir et blanc réalisé par Kurt Neumann, sorti en 1939.
Veronica Lake apparaît brièvement sous le nom de Constance Keane, dans ce qui est l'un de ses premiers rôles à l'écran.

## Synopsis
Trois jeunes couples d'étudiants en difficulté financière, décident de prendre le risque de se marier : Joe Tucker et son épouse Susie commencent leur nouvelle vie dans une caravane ; Slats Warwick se querelle sans cesse avec sa jeune mariée Jennifer, dont l'allocation de ses parents les maintient tous deux à flot. Le couple qui traverse la période la plus difficile est John Gregory, un étudiant en médecine dont les études lui laissent à peine le temps de jongler avec ses emplois à temps partiel, et sa femme et Kay, une chanteuse ayant trouvé un emploi dans une boîte de nuit et qui n'a pas encore annoncé à son mari qu'elle attend un enfant.

## Fiche technique
- Titre français : Deuxième à gauche
- Titre original : All Women Have Secrets
- Réalisation : Kurt Neumann
- Scénario : Dale Eunson (histoire), Agnes Christine Johnston
- Photographie : Theodor Sparkuhl
- Montage : Arthur P. Schmidt
- Musique : Charles Bradshaw, Victor Young, John Leipold
- Producteur : Edward T. Lowe Jr.
- Société de production : Paramount Pictures
- Société de distribution : Paramount Pictures
- Pays de production :  États-Unis
- Langue originale : anglais américain
- Format : noir et blanc — 35 mm — 1.37:1 — son : mono (Western Electric Mirrophonic Recording)
- Genre : comédie romantique
- Durée : 85 min
- Dates de sortie :
  - États-Unis : 15 décembre 1939

## Distribution
- Virginia Dale : Jennifer Warwick
- Joseph Allen : John Gregory
- Jeanne Cagney : Kay Parker Gregory
- Peter Lind Hayes : Slats Warwick
- Betty Moran : Susie Blair
- John Arledge : Joe Tucker
- Janet Waldo : Doris
- Lawrence Grossmith: Professor Hewitt
- Una O'Connor : Mary
- Kitty Kelly : Flo
- Joyce Mathews : Peggy
- Audrey Maynard : Jill
- Wanda McKay : Jessie
- Margaret Roach : Betty
- Veronica Lake : Jane
- Fay McKenzie : Martha
- Barbara Denny : Alice
- Gwen Kenyon : Helen
- Marge Champion : Marion
- Lorraine Miller : Marie
- Fay Cotton : Connie
- Mildred Shay : Chloe
- Lorraine Krueger : Molly
- Phyllis Adair : Sybil
- Dick Elliott : le juge de paix
- Billy Lee : Bobby
- George Meeker : Doc
- Lambert Rogers : Dick